# Frances Emilia Crofton
Mrs William Crofton, Frances Emilia “Fanny” Crofton née  Dunn Waterford, 1822-Dunmore, 23 de octubre de 1910) fue una pintora y filántropa angloirlandesa.

## Biografía
Era hija de Nicholas James Cuthbert Dunn (1785–1858) y su esposa Frances Elizabeth (1794–1872). Dos de sus hermanos, Montagu Buccleugh y William James, y su padre, pertenecían a la Royal Navy. El 30 de marzo de 1848, se casó con el médico, militar y magistrado William Crofton (1813 –  1886) con quien vivió en Gran Bretaña e Irlanda.
Crofton se casó durante una situación políticamente compleja del sectarismo angloirlandés. En 1902, en el momento de la adhesión de Eduardo VII, presidió las celebraciones "entusiastas" organizadas para los trabajadores de la finca de su familia en Lakefield, Irlanda. En la ocasión, su sobrino, el capitán Duke Crofton, propuso un brindis por la salud del nuevo rey, pero "al hacerlo se refirió a los términos ofensivos del Juramento de Coronación a los súbditos católicos de Su Majestad". Medio siglo antes, Frances había publicado un volumen de fotografías en ayuda de una organización benéfica para "preservar el protestantismo de los huérfanos de matrimonios mixtos". En Cheltenham, Crofton apoyó organizaciones benéficas y en 1870 patrocinó conciertos en ayuda a mujeres huérfanas.